# Phase de groupes de la Ligue Europa 2010-2011
Cet article présente les résultats détaillés de la phase de groupes de l'édition 2010-2011 de la Ligue Europa.

## Qualification et répartition
Selon le règlement, une place est prévue au tenant du titre, dix à chacun des perdants des barrages de la Ligue des champions, et trente-sept à chacun des vainqueurs des barrages de la Ligue Europa. L'Atlético de Madrid, vainqueur de l'édition précédente, est donc qualifié d'office.
Les 48 équipes sont réparties en douze groupes de quatre et s'affrontent dans des mini-championnats similaire aux groupes de la Ligue des champions. Les deux meilleures équipes de chaque groupe, soit un total de vingt-quatre équipes, se qualifient pour les seizièmes de finale où elles sont rejointes par les huit repêchés de la phase de groupes de la Ligue des Champions de l'UEFA 2010-2011. Les 4 meilleurs repêchés et les 12 premiers des groupes joueront le match retour des seizièmes de finale à domicile.
Pour la répartition des clubs dans les douze groupes, l'UEFA s'est servie du coefficient UEFA. Les 48 équipes sont réparties par niveau en quatre pots. Un groupe est composé d'une équipe provenant de chaque pot.
| Groupe | Pot 1                    | Pot 2            | Pot 3              | Pot 4            |
| A      | Juventus                 | Manchester City  | Red Bull Salzbourg | Lech Poznań      |
| B      | Atlético de Madrid       | Bayer Leverkusen | Rosenborg          | Aris Salonique   |
| C      | Sporting Portugal        | Lille OSC        | Levski Sofia       | La Gantoise      |
| D      | Villarreal               | Club Bruges      | Dinamo Zagreb      | PAOK Salonique   |
| E      | AZ Alkmaar               | Dynamo Kiev      | BATE Borissov      | Sheriff Tiraspol |
| F      | CSKA Moscou              | Palerme          | Sparta Prague      | Lausanne-Sport   |
| G      | Zénith Saint-Pétersbourg | RSC Anderlecht   | AEK Athènes        | Hajduk Split     |
| H      | VfB Stuttgart            | Getafe           | OB Odense          | Young Boys Berne |
| I      | PSV Eindhoven            | Sampdoria        | Metalist Kharkiv   | Debrecen         |
| J      | FC Séville               | Paris SG         | Borussia Dortmund  | Karpaty Lviv     |
| K      | Liverpool                | Steaua Bucarest  | Naples             | Utrecht          |
| L      | FC Porto                 | Beşiktaş         | CSKA Sofia         | Rapid Vienne     |

## Critères de départage
Selon l'article 7.05 du règlement de la compétition, si deux équipes ou plus sont à égalité de points à l'issue des matchs de groupe, les critères suivants sont appliqués dans l'ordre pour départager :
1. plus grand nombre de points « particuliers » (obtenus dans les matches de groupe disputés entre les équipes concernées);
2. meilleure différence de buts « particulière » (dans les matches de groupe disputés entre les équipes concernées);
3. plus grand nombre de buts marqués à l’extérieur dans les matches de groupe disputés entre les équipes concernées;
4. meilleure différence de buts sur tous les matches de groupe;
5. plus grand nombre de buts marqués;
6. plus grand nombre de points au coefficient UEFA.

Légende des classements
- Qualification pour les seizièmes de finale

Légende des résultats
- Victoire à domicile
- Match nul
- Victoire à l'extérieur

## Groupe A
| Rang | Équipe             | Pts | J | G | N | P | Bp | Bc | Diff |  | Résultats (▼ dom., ► ext.) |     |     |     |     |
| ---- | ------------------ | --- | - | - | - | - | -- | -- | ---- |  | -------------------------- | --- | --- | --- | --- |
| 1    | Manchester City    | 11  | 6 | 3 | 2 | 1 | 11 | 6  | +5   |  | Manchester City            |     | 3-1 | 1-1 | 3-0 |
| 2    | Lech Poznań        | 11  | 6 | 3 | 2 | 1 | 11 | 8  | +3   |  | Lech Poznań                | 3-1 |     | 1-1 | 2-0 |
| 3    | Juventus           | 6   | 6 | 0 | 6 | 0 | 7  | 7  | 0    |  | Juventus                   | 1-1 | 3-3 |     | 0-0 |
| 4    | Red Bull Salzbourg | 2   | 6 | 0 | 2 | 4 | 1  | 9  | -8   |  | Red Bull Salzbourg         | 0-2 | 0-1 | 1-1 |     |

| 1re journée                    | Red Bull Salzbourg | 0 - 2   | Manchester City   | Red Bull Arena, Wals-Siezenheim                    |                                                    |
| 16 septembre 2010 19h00 (CEST) |                    | (0 - 1) | Silva 8e · Jô 63e | Spectateurs : 25 100 Arbitrage : Geórgios Daloúkas | Spectateurs : 25 100 Arbitrage : Geórgios Daloúkas |

|  | Juventus                            | 3 - 3   | Lech Poznań                  | Stade olympique, Turin                                |                                                       |
|  | Chiellini 45+2e 50e · Del Piero 68e | (1 - 2) | Rudnevs 14e (pen.) 30e 90+2e | Spectateurs : 10 837 Arbitrage : Vladislav Bezborodov | Spectateurs : 10 837 Arbitrage : Vladislav Bezborodov |

| 2e journée                     | Lech Poznań               | 2 - 0   | Red Bull Salzbourg | Stade municipal, Poznań                             |                                                     |
| 30 septembre 2010 21h05 (CEST) | Arboleda 47e · Peszko 80e | (0 - 0) |                    | Spectateurs : 43 000 Arbitrage : Kristinn Jakobsson | Spectateurs : 43 000 Arbitrage : Kristinn Jakobsson |

|  | Manchester City | 1 - 1   | Juventus     | City of Manchester Stadium, Manchester                      |                                                             |
|  | Johnson 37e     | (1 - 1) | Iaquinta 10e | Spectateurs : 35 212 Arbitrage : Eduardo Iturralde Gonzales | Spectateurs : 35 212 Arbitrage : Eduardo Iturralde Gonzales |

| 3e journée                   | Manchester City      | 3 - 1   | Lech Poznań   | City of Manchester Stadium, Manchester |                                 |
| 21 octobre 2010 21h05 (CEST) | Adebayor 13e 25e 73e | (2 - 0) | Tshibamba 50e | Arbitrage : Alexandru Dan Tudor        | Arbitrage : Alexandru Dan Tudor |

|  | Red Bull Salzbourg | 1 - 1   | Juventus   | Red Bull Arena, Wals-Siezenheim |                         |
|  | Svento 36e         | (1 - 0) | Krasić 47e | Arbitrage : Zsolt Szabó         | Arbitrage : Zsolt Szabó |

| 4e journée                  | Lech Poznań                              | 3 - 1   | Manchester City | Stade municipal, Poznań |                         |
| 4 novembre 2010 19h00 (CET) | Injac 30e · Arboleda 86e · Możdżeń 90+1e | (1 - 0) | Adebayor 51e    | Arbitrage : Pieter Vink | Arbitrage : Pieter Vink |

|  | Juventus | 0 - 0 | Red Bull Salzbourg | Stade olympique, Turin        |
|  |          |       |                    | Arbitrage : Daniel Stalhammar |

| 5e journée                    | Manchester City                    | 3 - 0   | Red Bull Salzbourg | City of Manchester Stadium, Manchester |                           |
| 1er décembre 2010 21h05 (CET) | Balotelli 18e 65e · A. Johnson 78e | (1 - 0) |                    | Arbitrage : Libor Kovařik              | Arbitrage : Libor Kovařik |

|  | Lech Poznań | 1 - 1   | Juventus     | Stade municipal, Poznań                |                                        |
|  | Rudņevs 12e | (1 - 0) | Iaquinta 84e | Arbitrage : Fernando Teixeira Vitienes | Arbitrage : Fernando Teixeira Vitienes |

| 6e journée                   | Red Bull Salzbourg | 0 - 1   | Lech Poznań | Red Bull Arena, Wals-Siezenheim |                              |
| 16 décembre 2010 19h00 (CET) |                    | (0 - 1) | Štilić 30e  | Arbitrage : Maksim Layushkin    | Arbitrage : Maksim Layushkin |

|  | Juventus      | 1 - 1   | Manchester City | Stade olympique, Turin |                        |
|  | Giannetti 43e | (1 - 0) | Jô 77e          | Arbitrage : Istvan Vad | Arbitrage : Istvan Vad |

## Groupe B
| Rang | Équipe          | Pts | J | G | N | P | Bp | Bc | Diff |  | Résultats (▼ dom., ► ext.) |     |     |     |     |
| ---- | --------------- | --- | - | - | - | - | -- | -- | ---- |  | -------------------------- | --- | --- | --- | --- |
| 1    | Leverkusen      | 12  | 6 | 3 | 3 | 0 | 8  | 2  | +6   |  | Leverkusen                 |     | 1-0 | 1-1 | 4-0 |
| 2    | Aris Salonique  | 10  | 6 | 3 | 1 | 2 | 7  | 5  | +2   |  | Aris Salonique             | 0-0 |     | 1-0 | 2-0 |
| 3    | Atletico Madrid | 8   | 6 | 2 | 2 | 2 | 9  | 7  | +2   |  | Atletico Madrid            | 1-1 | 2-3 |     | 3-0 |
| 4    | Rosenborg       | 3   | 6 | 1 | 0 | 5 | 3  | 13 | -10  |  | Rosenborg                  | 0-1 | 2-1 | 1-2 |     |

| 1re journée                    | Aris Salonique | 1 - 0   | Atlético de Madrid | Stade Kleánthis-Vikelídis, Thessalonique          |                                                   |
| 16 septembre 2010 19h00 (CEST) | Javito 59e     | (0 - 0) |                    | Spectateurs : 22 800 Arbitrage : Mark Clattenburg | Spectateurs : 22 800 Arbitrage : Mark Clattenburg |

|  | Bayer Leverkusen                 | 4 - 0   | Rosenborg | BayArena, Leverkusen                                |                                                     |
|  | Helmes 4e 58e 61e · Reinartz 38e | (2 - 0) |           | Spectateurs : 13 065 Arbitrage : Nicolai Vollquartz | Spectateurs : 13 065 Arbitrage : Nicolai Vollquartz |

| 2e journée                     | Rosenborg                 | 2 - 1   | Aris Salonique | Lerkendal Stadion, Trondheim                    |                                                 |
| 30 septembre 2010 21h05 (CEST) | Moldskred 37e · Prica 68e | (1 - 1) | Ruiz 43e       | Spectateurs : 11 016 Arbitrage : Eric Braamhaar | Spectateurs : 11 016 Arbitrage : Eric Braamhaar |

|  | Atlético de Madrid | 1 - 1   | Bayer Leverkusen | Stade Vicente-Calderón, Madrid                     |                                                    |
|  | Simão 51e (pen.)   | (0 - 1) | Derdiyok 39e     | Spectateurs : 15 000 Arbitrage : Paolo Tagliavento | Spectateurs : 15 000 Arbitrage : Paolo Tagliavento |

| 3e journée                   | Atlético de Madrid                 | 3 - 0   | Rosenborg | Stade Vicente-Calderón, Madrid |  |
| 21 octobre 2010 21h05 (CEST) | Godín 17e · Agüero 66e · Costa 78e | (1 - 0) |           |                                |  |

|  | Aris Salonique | 0 - 0   | Bayer Leverkusen | Stade Kleánthis-Vikelídis, Thessalonique |
|  |                | (0 - 0) |                  |                                          |

| 4e journée                  | Rosenborg     | 1 - 2   | Atlético de Madrid    | Lerkendal Stadion, Trondheim |  |
| 4 novembre 2010 19h00 (CET) | Henriksen 52e | (0 - 1) | Agüero 4e · Tiago 84e |                              |  |

|  | Bayer Leverkusen | 1 - 0   | Aris Salonique | BayArena, Leverkusen |  |
|  | Vidal 90e        | (0 - 0) |                |                      |  |

| 5e journée                    | Atlético de Madrid      | 2 - 3   | Aris Salonique                     | Stade Vicente-Calderón, Madrid |  |
| 1er décembre 2010 21h05 (CET) | Forlán 12e · Agüero 16e | (2 - 1) | Koke 2e 51e (pen.) · Lazaridis 81e |                                |  |

|  | Rosenborg | 0 - 1   | Bayer Leverkusen | Lerkendal Stadion, Trondheim |  |
|  |           | (0 - 1) | Sam 35e          |                              |  |

| 6e journée                   | Aris Salonique             | 2 - 0   | Rosenborg | Stade Kleánthis-Vikelídis, Thessalonique |  |
| 16 décembre 2010 19h00 (CET) | Cesarec 45+1e · Faty 90+3e | (1 - 0) |           |                                          |  |

|  | Bayer Leverkusen | 1 - 1   | Atlético de Madrid | BayArena, Leverkusen |  |
|  | Helmes 69e       | (0 - 0) | Mérida 72e         |                      |  |

## Groupe C
| Rang | Équipe            | Pts | J | G | N | P | Bp | Bc | Diff |  | Résultats (▼ dom., ► ext.) |     |     |     |     |
| ---- | ----------------- | --- | - | - | - | - | -- | -- | ---- |  | -------------------------- | --- | --- | --- | --- |
| 1    | Sporting Portugal | 12  | 6 | 4 | 0 | 2 | 14 | 6  | +8   |  | Sporting Portugal          |     | 1-0 | 5-1 | 5-0 |
| 2    | Lille OSC         | 8   | 6 | 2 | 2 | 2 | 8  | 6  | +2   |  | Lille OSC                  | 1-2 |     | 3-0 | 1-0 |
| 3    | La Gantoise       | 7   | 6 | 2 | 1 | 3 | 8  | 13 | -5   |  | La Gantoise                | 3-1 | 1-1 |     | 1-0 |
| 4    | Levski Sofia      | 7   | 6 | 2 | 1 | 3 | 6  | 11 | -5   |  | Levski Sofia               | 1-0 | 2-2 | 3-2 |     |

| 1re journée                    | Lille OSC | 1 - 2   | Sporting Portugal          | Stadium Nord, Villeneuve-d'Ascq                  |                                                  |
| 16 septembre 2010 19h00 (CEST) | Frau 57e  | (0 - 2) | Vukcevic 11e · Postiga 34e | Spectateurs : 25 000 Arbitrage : Martin Atkinson | Spectateurs : 25 000 Arbitrage : Martin Atkinson |
| 16 septembre 2010 19h00 (CEST) | Rapport   |         |                            | Spectateurs : 25 000 Arbitrage : Martin Atkinson | Spectateurs : 25 000 Arbitrage : Martin Atkinson |

|  | Levski Sofia                             | 3 - 2   | La Gantoise              | Stade Georgi Asparoukhov, Sofia              |                                              |
|  | Joaozinho 43e · Dembélé 60e · Greene 84e | (1 - 1) | Azofeifa 24e · Suler 49e | Spectateurs : 29 000 Arbitrage : Zsolt Szabo | Spectateurs : 29 000 Arbitrage : Zsolt Szabo |
|  | Rapport                                  |         |                          | Spectateurs : 29 000 Arbitrage : Zsolt Szabo | Spectateurs : 29 000 Arbitrage : Zsolt Szabo |

| 2e journée                     | La Gantoise | 1 - 1   | Lille OSC | Jules Ottenstadion, Gand                            |                                                     |
| 30 septembre 2010 21h05 (CEST) | De Smet 5e  | (1 - 1) | Frau 21e  | Spectateurs : 8 000 Arbitrage : Alexandru Dan Tudor | Spectateurs : 8 000 Arbitrage : Alexandru Dan Tudor |
| 30 septembre 2010 21h05 (CEST) | Rapport     |         |           | Spectateurs : 8 000 Arbitrage : Alexandru Dan Tudor | Spectateurs : 8 000 Arbitrage : Alexandru Dan Tudor |

|  | Sporting Portugal                                                     | 5 - 0   | Levski Sofia | Estádio José Alvalade XXI, Lisbonne           |                                               |
|  | Carriço 30e · Maniche 43e · Salomão 53e · Postiga 61e · Fernández 79e | (2 - 0) |              | Spectateurs : 15 081 Arbitrage : Sascha Kever | Spectateurs : 15 081 Arbitrage : Sascha Kever |
|  | Rapport                                                               |         |              | Spectateurs : 15 081 Arbitrage : Sascha Kever | Spectateurs : 15 081 Arbitrage : Sascha Kever |

| 3e journée                   | Sporting Portugal                                        | 5 - 1   | La Gantoise | Estádio José Alvalade XXI, Lisbonne         |                                             |
| 21 octobre 2010 21h05 (CEST) | Salomão 7e · Liedson 13e 27e · Maniche 37e · Postiga 59e | (4 - 1) | Wils 16e    | Spectateurs : 15 008 Arbitrage : Alan Kelly | Spectateurs : 15 008 Arbitrage : Alan Kelly |
| 21 octobre 2010 21h05 (CEST) | Rapport                                                  |         |             | Spectateurs : 15 008 Arbitrage : Alan Kelly | Spectateurs : 15 008 Arbitrage : Alan Kelly |

|  | Lille OSC   | 1 - 0   | Levski Sofia | Stadium Nord, Villeneuve-d'Ascq                     |                                                     |
|  | Chedjou 49e | (0 - 0) |              | Spectateurs : 14 646 Arbitrage : Kristinn Jakobsson | Spectateurs : 14 646 Arbitrage : Kristinn Jakobsson |
|  | Rapport     |         |              | Spectateurs : 14 646 Arbitrage : Kristinn Jakobsson | Spectateurs : 14 646 Arbitrage : Kristinn Jakobsson |

| 4e journée                  | La Gantoise                                    | 3 - 1   | Sporting Portugal | Jules Ottenstadion, Gand                        |                                                 |
| 4 novembre 2010 19h00 (CET) | Smolders 7e (pen.) · Conté 79e · Arbeitman 82e | (1 - 1) | Saleiro 38e       | Spectateurs : 8 795 Arbitrage : Peter Rasmussen | Spectateurs : 8 795 Arbitrage : Peter Rasmussen |
| 4 novembre 2010 19h00 (CET) | Rapport                                        |         |                   | Spectateurs : 8 795 Arbitrage : Peter Rasmussen | Spectateurs : 8 795 Arbitrage : Peter Rasmussen |

|  | Levski Sofia              | 2 - 2   | Lille OSC                      | Stade Georgi Asparoukhov, Sofia                |                                                |
|  | Dembélé 11e · Gadzhev 82e | (1 - 1) | de Melo 35e · Ivanov 88e (csc) | Spectateurs : 21 000 Arbitrage : Milorad Mažić | Spectateurs : 21 000 Arbitrage : Milorad Mažić |
|  | Rapport                   |         |                                | Spectateurs : 21 000 Arbitrage : Milorad Mažić | Spectateurs : 21 000 Arbitrage : Milorad Mažić |

| 5e journée                    | Sporting Portugal | 1 - 0   | Lille OSC | Estádio José Alvalade XXI, Lisbonne          |                                              |
| 1er décembre 2010 21h05 (CET) | Polga 28e         | (1 - 0) |           | Spectateurs : 16 569 Arbitrage : Bas Nijhuis | Spectateurs : 16 569 Arbitrage : Bas Nijhuis |
| 1er décembre 2010 21h05 (CET) | Rapport           |         |           | Spectateurs : 16 569 Arbitrage : Bas Nijhuis | Spectateurs : 16 569 Arbitrage : Bas Nijhuis |

|  | La Gantoise | 1 - 0   | Levski Sofia | Jules Ottenstadion, Gand                       |                                                |
|  | Wallace 77e | (0 - 0) |              | Spectateurs : 8 662 Arbitrage : Tommy Skjerven | Spectateurs : 8 662 Arbitrage : Tommy Skjerven |
|  | Rapport     |         |              | Spectateurs : 8 662 Arbitrage : Tommy Skjerven | Spectateurs : 8 662 Arbitrage : Tommy Skjerven |

| 6e journée                   | Lille OSC                         | 3 - 0   | La Gantoise | Stadium Nord, Villeneuve-d'Ascq                    |                                                    |
| 16 décembre 2010 19h00 (CET) | Obraniak 30e · Frau 56e · Sow 88e | (1 - 0) |             | Spectateurs : 15 000 Arbitrage : Carlos Clos Gómez | Spectateurs : 15 000 Arbitrage : Carlos Clos Gómez |
| 16 décembre 2010 19h00 (CET) | Rapport                           |         |             | Spectateurs : 15 000 Arbitrage : Carlos Clos Gómez | Spectateurs : 15 000 Arbitrage : Carlos Clos Gómez |

|  | Levski Sofia | 1 - 0   | Sporting Portugal | Stade Georgi Asparoukhov, Sofia                   |                                                   |
|  | Mladenov 45e | (1 - 0) |                   | Spectateurs : 5 600 Arbitrage : Thorsten Kinhöfer | Spectateurs : 5 600 Arbitrage : Thorsten Kinhöfer |
|  | Rapport      |         |                   | Spectateurs : 5 600 Arbitrage : Thorsten Kinhöfer | Spectateurs : 5 600 Arbitrage : Thorsten Kinhöfer |

## Groupe D
| Rang | Équipe         | Pts | J | G | N | P | Bp | Bc | Diff |  | Résultats (▼ dom., ► ext.) |     |     |     |     |
| ---- | -------------- | --- | - | - | - | - | -- | -- | ---- |  | -------------------------- | --- | --- | --- | --- |
| 1    | Villarreal     | 12  | 6 | 4 | 0 | 2 | 8  | 5  | +3   |  | Villarreal                 |     | 1-0 | 3-0 | 2-1 |
| 2    | PAOK Salonique | 11  | 6 | 3 | 2 | 1 | 5  | 3  | +2   |  | PAOK Salonique             | 1-0 |     | 1-0 | 1-1 |
| 3    | Dinamo Zagreb  | 7   | 6 | 2 | 1 | 3 | 4  | 5  | -1   |  | Dinamo Zagreb              | 2-0 | 0-1 |     | 0-0 |
| 4    | Club Bruges    | 3   | 6 | 0 | 3 | 3 | 4  | 8  | -4   |  | Club Bruges                | 1-2 | 1-1 | 0-2 |     |

| 1re journée                    | Dinamo Zagreb             | 2 - 0   | Villarreal | Stade Maksimir, Zagreb                          |                                                 |
| 16 septembre 2010 19h00 (CEST) | Rukavina 18e · Sammir 80e | (1 - 0) |            | Spectateurs : 22 000 Arbitrage : Pavel Kralovec | Spectateurs : 22 000 Arbitrage : Pavel Kralovec |

|  | Club Bruges  | 1 - 1   | PAOK Salonique | Stade Jan Breydel, Bruges                           |                                                     |
|  | Kouemaha 61e | (0 - 0) | Malezás 78e    | Spectateurs : 15 155 Arbitrage : Stefan Johannesson | Spectateurs : 15 155 Arbitrage : Stefan Johannesson |

| 2e journée                     | Villarreal                | 2 - 1   | Club Bruges | El Madrigal, Vila-real                            |                                                   |
| 30 septembre 2010 21h05 (CEST) | Rossi 41e · Rodríguez 56e | (1 - 1) | Donk 45e    | Spectateurs : 23 000 Arbitrage : Maksim Layushkin | Spectateurs : 23 000 Arbitrage : Maksim Layushkin |

|  | PAOK Salonique | 1 - 0   | Dinamo Zagreb | Stade de Toúmba, Thessalonique                 |                                                |
|  | Ivić 56e       | (0 - 0) |               | Spectateurs : 20 000 Arbitrage : Fredy Fautrel | Spectateurs : 20 000 Arbitrage : Fredy Fautrel |

| 3e journée                   | Villarreal | 1 - 0   | PAOK Salonique | El Madrigal, Vila-real |  |
| 21 octobre 2010 21h05 (CEST) | Ruben 38e  | (1 - 0) |                |                        |  |

|  | Dinamo Zagreb | 0 - 0 | Club Bruges | Stade Maksimir, Zagreb |  |
|  |               |       |             |                        |  |

| 4e journée                  | PAOK Salonique | 1 - 0   | Villarreal | Stade de Toúmba, Thessalonique |  |
| 4 novembre 2010 19h00 (CET) | Vieirinha 70e  | (0 - 0) |            |                                |  |

|  | Club Bruges | 0 - 2   | Dinamo Zagreb           | Stade Jan Breydel, Bruges |  |
|  |             | (0 - 0) | Sammir 55e · Bišćan 59e |                           |  |

| 5e journée                  | Villarreal                       | 3 - 0   | Dinamo Zagreb | El Madrigal, Vila-real |  |
| 2 décembre 2010 21h05 (CET) | Rossi 25e (pen.) 80e · Ruben 62e | (1 - 0) |               |                        |  |

|  | PAOK Salonique | 1 - 1   | Club Bruges  | Stade de Toúmba, Thessalonique |  |
|  | Vieirinha 25e  | (1 - 0) | Šćepović 89e |                                |  |

| 6e journée                   | Dinamo Zagreb | 0 - 1   | PAOK Salonique | Stade Maksimir, Zagreb |  |
| 15 décembre 2010 19h00 (CET) |               | (0 - 0) | Salpigidis 60e |                        |  |

|  | Club Bruges  | 1 - 2   | Villarreal           | Stade Jan Breydel, Bruges |  |
|  | Kouemaha 28e | (1 - 2) | Rossi 30e 34e (pen.) |                           |  |

## Groupe E
| Rang | Équipe           | Pts | J | G | N | P | Bp | Bc | Diff |  | Résultats (▼ dom., ► ext.) |     |     |     |     |
| ---- | ---------------- | --- | - | - | - | - | -- | -- | ---- |  | -------------------------- | --- | --- | --- | --- |
| 1    | Dynamo Kiev      | 11  | 6 | 3 | 2 | 1 | 9  | 7  | +2   |  | Dynamo Kiev                |     | 2-2 | 2-0 | 0-0 |
| 2    | BATE Borissov    | 10  | 6 | 3 | 1 | 2 | 11 | 11 | 0    |  | BATE Borissov              | 1-4 |     | 4-1 | 3-1 |
| 3    | AZ Alkmaar       | 7   | 6 | 2 | 1 | 3 | 8  | 10 | -2   |  | AZ Alkmaar                 | 1-2 | 3-0 |     | 2-1 |
| 4    | Sheriff Tiraspol | 5   | 6 | 1 | 2 | 3 | 5  | 7  | -2   |  | Sheriff Tiraspol           | 2-0 | 0-1 | 1-1 |     |

| 1re journée                    | AZ Alkmaar                    | 2 - 1   | Sheriff Tiraspol | AZ Stadion, Alkmaar                          |                                              |
| 16 septembre 2010 19h00 (CEST) | Guðmundsson 14e · Jaliens 83e | (1 - 0) | Moreno 69e (csc) | Spectateurs : 10 624 Arbitrage : Tony Asumaa | Spectateurs : 10 624 Arbitrage : Tony Asumaa |

|  | Dynamo Kiev                  | 2 - 2   | BATE Borissov                | Stade Dynamo Lobanovski, Kiev                         |                                                       |
|  | Milevskiy 34e · Eremenko 44e | (2 - 1) | Rodionov 3e · Nekhaychik 54e | Spectateurs : 11 000 Arbitrage : Markus Strömbergsson | Spectateurs : 11 000 Arbitrage : Markus Strömbergsson |

| 2e journée                     | BATE Borissov                                                     | 4 - 1   | AZ Alkmaar     | Stade Dinamo, Minsk                               |                                                   |
| 30 septembre 2010 21h05 (CEST) | Rodionov 5e · Kontsevoy 49e · Renan 77e (pen.) · Alyakhnovich 83e | (1 - 0) | Sigþórsson 89e | Spectateurs : 13 000 Arbitrage : Leontios Trattou | Spectateurs : 13 000 Arbitrage : Leontios Trattou |

|  | Sheriff Tiraspol              | 2 - 0   | Dynamo Kiev | Stade Sheriff, Tiraspol                    |                                            |
|  | Erokhin 8e · Jymmy 37e (pen.) | (2 - 0) |             | Spectateurs : 10 000 Arbitrage : Jiri Jech | Spectateurs : 10 000 Arbitrage : Jiri Jech |

| 3e journée                   | Sheriff Tiraspol | 0 - 1   | BATE Borissov | Stade Sheriff, Tiraspol |  |
| 21 octobre 2010 21h05 (CEST) |                  | (0 - 1) | Sosnovski 8e  |                         |  |

|  | AZ Alkmaar     | 1 - 2   | Dynamo Kiev                    | AZ Stadion, Alkmaar |  |
|  | Falkenburg 35e | (1 - 2) | Milevskiy 16e · Khacheridi 40e |                     |  |

| 4e journée                  | BATE Borissov                           | 3 - 1   | Sheriff Tiraspol | Stade Dinamo, Minsk |  |
| 4 novembre 2010 19h00 (CET) | Rodionov 15e · Pawlaw 70e · Bressan 75e | (1 - 1) | Erokhin 32e      |                     |  |

|  | Dynamo Kiev       | 2 - 0   | AZ Alkmaar | Stade Dynamo Lobanovski, Kiev |  |
|  | Milevskiy 47e 61e | (0 - 0) |            |                               |  |

| 5e journée                  | Sheriff Tiraspol | 1 - 1   | AZ Alkmaar | Stade Sheriff, Tiraspol |  |
| 2 décembre 2010 21h05 (CET) | Rouamba 54e      | (0 - 1) | Holman 17e |                         |  |

|  | BATE Borissov   | 1 - 4   | Dynamo Kiev                                                        | Stade Dinamo, Minsk |  |
|  | Nyakhaychyk 84e | (0 - 2) | Vukojević 16e · Yarmolenko 43e · Husyev 50e (pen.) · Milevskiy 68e |                     |  |

| 6e journée                   | AZ Alkmaar                    | 3 - 0   | BATE Borissov | AZ Stadion, Alkmaar |  |
| 15 décembre 2010 19h00 (CET) | Sigþórsson 7e 84e · Maher 86e | (1 - 0) |               |                     |  |

|  | Dynamo Kiev | 0 - 0 | Sheriff Tiraspol | Stade Dynamo Lobanovski, Kiev |  |
|  |             |       |                  |                               |  |

## Groupe F
| Rang | Équipe         | Pts | J | G | N | P | Bp | Bc | Diff |  | Résultats (▼ dom., ► ext.) |     |     |     |     |
| ---- | -------------- | --- | - | - | - | - | -- | -- | ---- |  | -------------------------- | --- | --- | --- | --- |
| 1    | CSKA Moscou    | 16  | 6 | 5 | 1 | 0 | 18 | 3  | +15  |  | CSKA Moscou                |     | 3-0 | 3-1 | 5-1 |
| 2    | Sparta Prague  | 9   | 6 | 2 | 3 | 1 | 12 | 12 | 0    |  | Sparta Prague              | 1-1 |     | 3-2 | 3-3 |
| 3    | Palerme        | 7   | 6 | 2 | 1 | 3 | 7  | 11 | -4   |  | Palerme                    | 0-3 | 2-2 |     | 1-0 |
| 4    | Lausanne-Sport | 1   | 6 | 0 | 1 | 5 | 5  | 16 | -11  |  | Lausanne-Sport             | 0-3 | 1-3 | 0-1 |     |

| 1re journée                    | Sparta Prague                          | 3 - 2   | Palerme                       | Stadion Letná, Prague                              |                                                    |
| 16 septembre 2010 19h00 (CEST) | Bony 17e · Kladrubský 68e · Kadlec 75e | (1 - 1) | Maccarone 38e · Hernández 83e | Spectateurs : 13 765 Arbitrage : Anastassios Kakos | Spectateurs : 13 765 Arbitrage : Anastassios Kakos |

|  | Lausanne-Sport | 0 - 3   | CSKA Moscou                           | Stade olympique de la Pontaise, Lausanne         |                                                  |
|  |                | (0 - 1) | Love 22e 80e (pen.) · Ignashevich 68e | Spectateurs : 11 500 Arbitrage : Simon Lee Evans | Spectateurs : 11 500 Arbitrage : Simon Lee Evans |

| 2e journée                     | CSKA Moscou                    | 3 - 0   | Sparta Prague | Arena Khimki, Moscou                            |                                                 |
| 30 septembre 2010 19h00 (CEST) | Doumbia 72e 86e · González 84e | (0 - 0) |               | Spectateurs : 15 000 Arbitrage : Tommy Skjerven | Spectateurs : 15 000 Arbitrage : Tommy Skjerven |

|              | Palerme        | 1 - 0   | Lausanne-Sport | Stade Renzo-Barbera, Palerme                   |                                                |
| 21h05 (CEST) | Migliaccio 79e | (0 - 0) |                | Spectateurs : 10 000 Arbitrage : Hannes Kaasik | Spectateurs : 10 000 Arbitrage : Hannes Kaasik |

| 3e journée                   | Palerme | 0 - 3   | CSKA Moscou                 | Stade Renzo-Barbera, Palerme |  |
| 21 octobre 2010 21h05 (CEST) |         | (0 - 1) | Doumbia 34e 59e · Necid 82e |                              |  |

|  | Sparta Prague            | 3 - 3   | Lausanne-Sport                        | Stadion Letná, Prague |  |
|  | Bony 10e 24e · Kucka 21e | (3 - 1) | Meoli 6e · Steuble 75e · Silvio 90+5e |                       |  |

| 4e journée                  | CSKA Moscou               | 3 - 1   | Palerme       | Arena Khimki, Moscou |  |
| 4 novembre 2010 19h00 (CET) | Honda 47e · Necid 50e 54e | (0 - 1) | Maccarone 10e |                      |  |

|  | Lausanne-Sport | 1 - 3   | Sparta Prague               | Stade olympique de la Pontaise, Lausanne |  |
|  | Katz 6e        | (1 - 1) | Bony 45e 90+6e · Kweuke 74e |                                          |  |

| 5e journée                  | CSKA Moscou                                          | 5 - 1   | Lausanne-Sport | Arena Khimki, Moscou |  |
| 2 décembre 2010 19h00 (CET) | Necid 18e 82e · Oliseh 22e · Tošić 40e · Dzagoev 71e | (3 - 0) | Carrupt 90+2e  |                      |  |

|             | Palerme                         | 2 - 2   | Sparta Prague                     | Stade Renzo-Barbera, Palerme |  |
| 21h05 (CET) | Rigoni 23e · Pinilla 59e (pen.) | (1 - 0) | Kladrubský 51e (pen.) · Kucka 62e |                              |  |

| 6e journée                   | Sparta Prague | 1 - 1   | CSKA Moscou | Stadion Letná, Prague |  |
| 15 décembre 2010 19h00 (CET) | Kadlec 44e    | (1 - 1) | Dzagoev 15e |                       |  |

|  | Lausanne-Sport | 0 - 1   | Palerme   | Stade olympique de la Pontaise, Lausanne |  |
|  |                | (0 - 0) | Muñoz 84e |                                          |  |

## Groupe G
| Rang | Équipe                   | Pts | J | G | N | P | Bp | Bc | Diff |  | Résultats (▼ dom., ► ext.) |     |     |     |     |
| ---- | ------------------------ | --- | - | - | - | - | -- | -- | ---- |  | -------------------------- | --- | --- | --- | --- |
| 1    | Zénith Saint-Pétersbourg | 18  | 6 | 6 | 0 | 0 | 18 | 6  | +12  |  | Zénith Saint-Pétersbourg   |     | 3-1 | 4-2 | 2-0 |
| 2    | RSC Anderlecht           | 7   | 6 | 2 | 1 | 3 | 8  | 8  | 0    |  | RSC Anderlecht             | 1-3 |     | 3-0 | 2-0 |
| 3    | AEK Athènes              | 7   | 6 | 2 | 1 | 3 | 9  | 13 | -4   |  | AEK Athènes                | 0-3 | 1-1 |     | 3-1 |
| 4    | Hajduk Split             | 3   | 6 | 1 | 0 | 5 | 5  | 13 | -8   |  | Hajduk Split               | 1-3 | 2-3 | 1-0 |     |

| 1re journée                    | RSC Anderlecht | 1 - 3   | Zénith Saint-Pétersbourg | Stade Constant Vanden Stock, Anderlecht       |                                               |
| 16 septembre 2010 21h05 (CEST) | Juhász 66e     | (0 - 3) | Kerzhakov 8e 33e 44e     | Spectateurs : 30 000 Arbitrage : Manuel Gräfe | Spectateurs : 30 000 Arbitrage : Manuel Gräfe |

|  | AEK Athènes                                  | 3 - 1   | Hajduk Split       | Stade olympique, Athènes                     |                                              |
|  | Djebbour 12e · Liberopoulos 65e · Scocco 89e | (1 - 1) | Ibričić 29e (pen.) | Spectateurs : 20 000 Arbitrage : Bas Nijhuis | Spectateurs : 20 000 Arbitrage : Bas Nijhuis |

| 2e journée                     | Hajduk Split  | 1 - 0   | RSC Anderlecht | Stadion Poljud, Split                            |                                                  |
| 30 septembre 2010 19h00 (CEST) | Vukušić 90+5e | (0 - 0) |                | Spectateurs : 32 000 Arbitrage : Bülent Yildirim | Spectateurs : 32 000 Arbitrage : Bülent Yildirim |

|  | Zénith Saint-Pétersbourg                         | 4 - 2   | AEK Athènes                         | Stade Petrovski, Saint-Pétersbourg             |                                                |
|  | Hubočan 1re · Alves 13e · Lazović 43e (pen.) 57e | (3 - 1) | Liberopoulos 37e · Kafés 84e (pen.) | Spectateurs : 21 000 Arbitrage : Milorad Mazic | Spectateurs : 21 000 Arbitrage : Milorad Mazic |

| 3e journée                   | Zénith Saint-Pétersbourg  | 2 - 0   | Hajduk Split | Stade Petrovski, Saint-Pétersbourg |  |
| 21 octobre 2010 19h00 (CEST) | Boukharov 25e · Danny 68e | (1 - 0) |              |                                    |  |

|  | RSC Anderlecht                          | 3 - 0   | AEK Athènes | Stade Constant Vanden Stock, Anderlecht |  |
|  | Boussoufa 31e · Lukaku 71e · Juhász 75e | (1 - 0) |             |                                         |  |

| 4e journée                  | Hajduk Split               | 2 - 3   | Zénith Saint-Pétersbourg                   | Stadion Poljud, Split |  |
| 4 novembre 2010 21h05 (CET) | Ljubičić 68e · Vukušić 82e | (0 - 1) | Ionov 32e · Huszti 47e (pen.) · Rosina 51e |                       |  |

|  | AEK Athènes       | 1 - 1   | RSC Anderlecht | Stade olympique, Athènes |  |
|  | Blanco 48e (pen.) | (0 - 0) | Polák 54e      |                          |  |

| 5e journée                    | Zénith Saint-Pétersbourg               | 3 - 1   | RSC Anderlecht | Stade Petrovski, Saint-Pétersbourg |  |
| 1er décembre 2010 19h00 (CET) | Ionov 12e · Boukharov 65e · Huszti 88e | (1 - 0) | Kanu 87e       |                                    |  |

|  | Hajduk Split | 1 - 3   | AEK Athènes                                  | Stadion Poljud, Split |  |
|  | Buljat 90e   | (0 - 0) | Scocco 50e (pen.) · Manolas 61e · Blanco 84e |                       |  |

| 6e journée                   | RSC Anderlecht             | 2 - 0   | Hajduk Split | Stade Constant Vanden Stock, Anderlecht |  |
| 16 décembre 2010 21h05 (CET) | De Sutter 12e · Suárez 41e | (2 - 0) |              |                                         |  |

|  | AEK Athènes | 0 - 3   | Zénith Saint-Pétersbourg                 | Stade olympique, Athènes |  |
|  |             | (0 - 1) | Boukharov 44e · Rosina 67e · Denisov 88e |                          |  |

## Groupe H
| Rang | Équipe           | Pts | J | G | N | P | Bp | Bc | Diff |  | Résultats (▼ dom., ► ext.) |     |     |     |     |
| ---- | ---------------- | --- | - | - | - | - | -- | -- | ---- |  | -------------------------- | --- | --- | --- | --- |
| 1    | Stuttgart        | 15  | 6 | 5 | 0 | 1 | 16 | 6  | +10  |  | Stuttgart                  |     | 3-0 | 1-0 | 5-1 |
| 2    | Young Boys Berne | 9   | 6 | 3 | 0 | 3 | 10 | 10 | 0    |  | Young Boys Berne           | 4-2 |     | 2-0 | 4-2 |
| 3    | Getafe           | 7   | 6 | 2 | 1 | 3 | 4  | 8  | -4   |  | Getafe                     | 0-3 | 1-0 |     | 2-1 |
| 4    | OB Odense        | 4   | 6 | 1 | 1 | 4 | 8  | 14 | -6   |  | OB Odense                  | 1-2 | 2-0 | 1-1 |     |

| 1re journée                    | Stuttgart                                    | 3 - 0   | Young Boys Berne | VfB Arena, Stuttgart                        |                                             |
| 16 septembre 2010 21h05 (CEST) | Cacau 23e (pen.) · Gentner 59e · Tasci 90+1e | (1 - 0) |                  | Spectateurs : 15 500 Arbitrage : Luca Banti | Spectateurs : 15 500 Arbitrage : Luca Banti |

|  | Getafe                   | 2 - 1   | OB Odense     | Coliseum Alfonso Pérez, Getafe                |                                               |
|  | Arizmendi 51e · Ríos 81e | (0 - 1) | Andreasen 44e | Spectateurs : 4 000 Arbitrage : Mark Courtney | Spectateurs : 4 000 Arbitrage : Mark Courtney |

| 2e journée                     | OB Odense     | 1 - 2   | Stuttgart                   | Odense Stadion, Odense                            |                                                   |
| 30 septembre 2010 19h00 (CEST) | Johansson 78e | (0 - 0) | Kuzmanović 72e · Harnik 86e | Spectateurs : 8 854 Arbitrage : Alexandru Deaconu | Spectateurs : 8 854 Arbitrage : Alexandru Deaconu |

|  | Young Boys Berne | 2 - 0   | Getafe | Stade de Suisse, Berne                        |                                               |
|  | Degen 11e 64e    | (1 - 0) |        | Spectateurs : 20 000 Arbitrage : Robert Malek | Spectateurs : 20 000 Arbitrage : Robert Malek |

| 3e journée                   | Young Boys Berne                                  | 4 - 2   | OB Odense                     | Stade de Suisse, Berne |  |
| 21 octobre 2010 19h00 (CEST) | Bienvenu 25e · Sutter 34e · Degen 61e · Lulić 74e | (2 - 0) | Utaka 48e · Sørensen 84e s.p. |                        |  |

|  | Stuttgart  | 1 - 0   | Getafe | VfB Arena, Stuttgart |  |
|  | Marica 29e | (1 - 0) |        |                      |  |

| 4e journée                  | OB Odense         | 2 - 0   | Young Boys Berne | Odense Stadion, Odense |  |
| 4 novembre 2010 21h05 (CET) | Andreasen 12e 60e | (1 - 0) |                  |                        |  |

|  | Getafe | 0 - 3   | Stuttgart                             | Coliseum Alfonso Pérez, Getafe |  |
|  |        | (0 - 1) | Marica 26e · Gebhart 64e · Harnik 76e |                                |  |

| 5e journée                    | Young Boys Berne                        | 4 - 2   | Stuttgart                       | Stade de Suisse, Berne |  |
| 1er décembre 2010 19h00 (CET) | Degen 34e · Sutter 78e · Mayuka 81e 82e | (1 - 0) | Pogrebnyak 48e · Schipplock 68e |                        |  |

|  | OB Odense       | 1 - 1   | Getafe   | Odense Stadion, Odense |  |
|  | Andreasen 90+2e | (0 - 1) | Ríos 17e |                        |  |

| 6e journée                   | Stuttgart                                                                   | 5 - 1   | OB Odense | VfB Arena, Stuttgart |  |
| 16 décembre 2010 21h05 (CET) | Gebhart 20e · Høegh 47e (csc) · Gentner 65e · Pogrebnyak 70e · Marica 90+3e | (1 - 0) | Utaka 72e |                      |  |

|  | Getafe        | 1 - 0   | Young Boys Berne | Coliseum Alfonso Pérez, Getafe |  |
|  | Sardinero 15e | (1 - 0) |                  |                                |  |

## Groupe I
| Rang | Équipe           | Pts | J | G | N | P | Bp | Bc | Diff |  | Résultats (▼ dom., ► ext.) |     |     |     |     |
| ---- | ---------------- | --- | - | - | - | - | -- | -- | ---- |  | -------------------------- | --- | --- | --- | --- |
| 1    | PSV Eindhoven    | 14  | 6 | 4 | 2 | 0 | 10 | 3  | +7   |  | PSV Eindhoven              |     | 0-0 | 1-1 | 3-0 |
| 2    | Metalist Kharkiv | 11  | 6 | 3 | 2 | 1 | 9  | 4  | +5   |  | Metalist Kharkiv           | 0-2 |     | 2-1 | 2-1 |
| 3    | Sampdoria        | 5   | 6 | 1 | 2 | 3 | 4  | 8  | -4   |  | Sampdoria                  | 1-2 | 0-0 |     | 1-0 |
| 4    | Debrecen         | 3   | 6 | 1 | 0 | 5 | 4  | 13 | -9   |  | Debrecen                   | 1-2 | 0-5 | 2-0 |     |

| 1re journée                    | Debrecen | 0 - 5   | Metalist Kharkiv                                        | Stade Ferenc-Puskás, Budapest                      |                                                    |
| 16 septembre 2010 21h05 (CEST) |          | (0 - 2) | Edmar 24e 74e · Xavier 34e · Fininho 77e · Valyayev 89e | Spectateurs : 5 000 Arbitrage : Aleksandar Stavrev | Spectateurs : 5 000 Arbitrage : Aleksandar Stavrev |

|  | PSV Eindhoven | 1 - 1   | Sampdoria      | Philips Stadion, Eindhoven                    |                                               |
|  | Dzsudzsák 90e | (0 - 1) | Cacciatore 25e | Spectateurs : 17 400 Arbitrage : Knut Kircher | Spectateurs : 17 400 Arbitrage : Knut Kircher |

| 2e journée                     | Sampdoria          | 1 - 0   | Debrecen | Stade Luigi-Ferraris, Gênes                    |                                                |
| 30 septembre 2010 19h00 (CEST) | Pazzini 18e (pen.) | (1 - 0) |          | Spectateurs : 12 159 Arbitrage : Libor Kovarik | Spectateurs : 12 159 Arbitrage : Libor Kovarik |

|  | Metalist Kharkiv | 0 - 2   | PSV Eindhoven                   | Stade Metalist, Kharkiv                       |                                               |
|  |                  | (0 - 2) | Dzsudzsák 27e (pen.) · Berg 30e | Spectateurs : 25 000 Arbitrage : Tony Chapron | Spectateurs : 25 000 Arbitrage : Tony Chapron |

| 3e journée                   | Metalist Kharkiv        | 2 - 1   | Sampdoria | Stade Metalist, Kharkiv |  |
| 21 octobre 2010 19h00 (CEST) | Taison 38e · Xavier 73e | (1 - 1) | Koman 32e |                         |  |

|  | Debrecen        | 1 - 2   | PSV Eindhoven                | Stade Ferenc-Puskás, Budapest |  |
|  | Mijadinoski 35e | (1 - 1) | Engelaar 40e · Dzsudzsák 66e |                               |  |

| 4e journée                  | Sampdoria | 0 - 0 | Metalist Kharkiv | Stade Luigi-Ferraris, Gênes |
| 4 novembre 2010 21h05 (CET) |           |       |                  |                             |

|  | PSV Eindhoven                        | 3 - 0   | Debrecen | Philips Stadion, Eindhoven |  |
|  | Afellay 22e · Reis 44e · Wuytens 88e | (2 - 0) |          |                            |  |

| 5e journée                    | Metalist Kharkiv             | 2 - 1   | Debrecen        | Stade Metalist, Kharkiv |  |
| 1er décembre 2010 19h00 (CET) | Bódi 52e (csc) · Oliynyk 88e | (0 - 0) | Czvitkovics 48e |                         |  |

|  | Sampdoria     | 1 - 2   | PSV Eindhoven    | Stade Luigi-Ferraris, Gênes |  |
|  | Pazzini 45+3e | (1 - 0) | Toivonen 51e 90e |                             |  |

| 6e journée                   | Debrecen      | 2 - 0   | Sampdoria | Stade Ferenc-Puskás, Budapest |  |
| 16 décembre 2010 21h05 (CET) | Kabát 48e 86e | (0 - 0) |           |                               |  |

|  | PSV Eindhoven | 0 - 0 | Metalist Kharkiv | Philips Stadion, Eindhoven |  |
|  |               |       |                  |                            |  |

## Groupe J
| Rang | Équipe            | Pts | J | G | N | P | Bp | Bc | Diff |  | Résultats (▼ dom., ► ext.) |     |     |     |     |
| ---- | ----------------- | --- | - | - | - | - | -- | -- | ---- |  | -------------------------- | --- | --- | --- | --- |
| 1    | Paris SG          | 12  | 6 | 3 | 3 | 0 | 9  | 4  | +5   |  | Paris SG                   |     | 4-2 | 0-0 | 2-0 |
| 2    | FC Séville        | 10  | 6 | 3 | 1 | 2 | 10 | 7  | +3   |  | FC Séville                 | 0-1 |     | 2-2 | 4-0 |
| 3    | Borussia Dortmund | 9   | 6 | 2 | 3 | 1 | 10 | 7  | +3   |  | Borussia Dortmund          | 1-1 | 0-1 |     | 3-0 |
| 4    | Karpaty Lviv      | 1   | 6 | 0 | 1 | 5 | 4  | 15 | -11  |  | Karpaty Lviv               | 1-1 | 0-1 | 3-4 |     |

| 1re journée                    | Karpaty Lviv                                 | 3 - 4   | Borussia Dortmund                                | Stade Ukraina, Lviv           |                               |
| 16 septembre 2010 21h05 (CEST) | Golodyuk 44e · Kopolovets 52e · Kozhanov 78e | (1 - 2) | Şahin 12e (pen.) · Götze 27e 90+2e · Barrios 87e | Arbitrage : Claudio Circhetta | Arbitrage : Claudio Circhetta |

|  | FC Séville | 0 - 1   | Paris SG | Sánchez Pizjuán, Séville         |                                  |
|  |            | (0 - 0) | Nenê 75e | Arbitrage : Robert Schörgenhofer | Arbitrage : Robert Schörgenhofer |

| 2e journée                     | Paris SG             | 2 - 0   | Karpaty Lviv | Parc des Princes, Paris                          |                                                  |
| 30 septembre 2010 19h00 (CEST) | Jallet 4e · Nenê 20e | (2 - 0) |              | Spectateurs : 10 000 Arbitrage : Mario Strahonja | Spectateurs : 10 000 Arbitrage : Mario Strahonja |

|  | Borussia Dortmund | 0 - 1   | FC Séville   | Westfalenstadion, Dortmund                        |                                                   |
|  |                   | (0 - 1) | Cigarini 45e | Spectateurs : 46 000 Arbitrage : Mike Leslie Dean | Spectateurs : 46 000 Arbitrage : Mike Leslie Dean |

| 3e journée                   | Borussia Dortmund | 1 - 1   | Paris SG     | Westfalenstadion, Dortmund                      |                                                 |
| 21 octobre 2010 19h00 (CEST) | Şahin 50e (pen.)  | (0 - 0) | Chantôme 87e | Spectateurs : 48 000 Arbitrage : Jonas Eriksson | Spectateurs : 48 000 Arbitrage : Jonas Eriksson |

|  | Karpaty Lviv | 0 - 1   | FC Séville  | Stade Ukraina, Lviv                          |                                              |
|  |              | (0 - 1) | Kanouté 34e | Spectateurs : 27 925 Arbitrage : Bas Nijhuis | Spectateurs : 27 925 Arbitrage : Bas Nijhuis |

| 4e journée                  | Paris SG | 0 - 0 | Borussia Dortmund | Parc des Princes, Paris                         |                                                 |
| 4 novembre 2010 21h05 (CET) |          |       |                   | Spectateurs : 24 204 Arbitrage : Pavel Kralovec | Spectateurs : 24 204 Arbitrage : Pavel Kralovec |

|  | FC Séville                                 | 4 - 0   | Karpaty Lviv | Sánchez Pizjuán, Séville                         |                                                  |
|  | Alfaro 9e 42e · Cigarini 31e · Negredo 51e | (2 - 0) |              | Spectateurs : 25 000 Arbitrage : Bülent Yıldırım | Spectateurs : 25 000 Arbitrage : Bülent Yıldırım |

| 5e journée                  | Borussia Dortmund                         | 3 - 0   | Karpaty Lviv | Westfalenstadion, Dortmund                      |                                                 |
| 2 décembre 2010 19h00 (CET) | Kagawa 5e · Hummels 49e · Lewandowski 89e | (1 - 0) |              | Spectateurs : 40 100 Arbitrage : Eric Braamhaar | Spectateurs : 40 100 Arbitrage : Eric Braamhaar |

|  | Paris SG                                        | 4 - 2   | FC Séville                | Parc des Princes, Paris                     |                                             |
|  | Bodmer 17e · Hoarau 19e · Nenê 45e · Hoarau 47e | (3 - 2) | Kanouté 32e · Kanouté 36e | Spectateurs : 18 783 Arbitrage : Luca Banti | Spectateurs : 18 783 Arbitrage : Luca Banti |

| 6e journée                   | FC Séville                | 2 - 2   | Borussia Dortmund       | Sánchez Pizjuán, Séville                               |                                                        |
| 15 décembre 2010 21h05 (CET) | Romaric 31e · Kanouté 35e | (2 - 1) | Kagawa 4e · Subotić 49e | Spectateurs : 27 062 Arbitrage : Aleksei Nikolaev (en) | Spectateurs : 27 062 Arbitrage : Aleksei Nikolaev (en) |

|  | Karpaty Lviv  | 1 - 1   | Paris SG      | Stade Ukraina, Lviv                             |                                                 |
|  | Fedetskyi 45e | (1 - 1) | Luyindula 39e | Spectateurs : 14 000 Arbitrage : Espen Berntsen | Spectateurs : 14 000 Arbitrage : Espen Berntsen |

## Groupe K
| Rang | Équipe          | Pts | J | G | N | P | Bp | Bc | Diff |  | Résultats (▼ dom., ► ext.) |     |     |     |     |
| ---- | --------------- | --- | - | - | - | - | -- | -- | ---- |  | -------------------------- | --- | --- | --- | --- |
| 1    | Liverpool       | 10  | 6 | 2 | 4 | 0 | 8  | 3  | +5   |  | Liverpool                  |     | 3-1 | 4-1 | 0-0 |
| 2    | Naples          | 7   | 6 | 1 | 4 | 1 | 7  | 9  | -2   |  | Naples                     | 0-0 |     | 1-0 | 0-0 |
| 3    | Steaua Bucarest | 6   | 6 | 1 | 3 | 2 | 9  | 11 | -2   |  | Steaua Bucarest            | 1-1 | 3-3 |     | 3-1 |
| 4    | Utrecht         | 5   | 6 | 0 | 5 | 1 | 5  | 7  | -2   |  | Utrecht                    | 0-0 | 3-3 | 1-1 |     |

| 1re journée                    | Naples | 0 - 0 | Utrecht | Stadio San Paolo, Naples                    |                                             |
| 16 septembre 2010 21h05 (CEST) |        |       |         | Spectateurs : 35 000 Arbitrage : Istvan Vad | Spectateurs : 35 000 Arbitrage : Istvan Vad |

|  | Liverpool                                    | 4 - 1   | Steaua Bucarest | Anfield, Liverpool                                     |                                                        |
|  | Cole 1re · Ngog 55e (pen.) 90+1e · Lucas 81e | (1 - 1) | Tănase 13e      | Spectateurs : 25 605 Arbitrage : César Muñiz Fernández | Spectateurs : 25 605 Arbitrage : César Muñiz Fernández |

| 2e journée                     | Steaua Bucarest                               | 3 - 3   | Naples                                 | Stade Ghencea, Bucarest                        |                                                |
| 30 septembre 2010 19h00 (CEST) | Cribari 2e (csc) · Tănase 12e · Kapetános 16e | (3 - 1) | Vitale 44e · Hamšík 73e · Cavani 90+8e | Spectateurs : 10 230 Arbitrage : Marcin Borski | Spectateurs : 10 230 Arbitrage : Marcin Borski |

|  | Utrecht | 0 - 0 | Liverpool | Stadion Galgenwaard, Utrecht                  |
|  |         |       |           | Spectateurs : 23 662 Arbitrage : Duarte Gomes |

| 3e journée                   | Utrecht    | 1 - 1   | Steaua Bucarest | Stadion Galgenwaard, Utrecht |  |
| 21 octobre 2010 19h00 (CEST) | Duplan 60e | (0 - 0) | Schut 75e (csc) |                              |  |

|  | Naples | 0 - 0 | Liverpool | Stadio San Paolo, Naples |  |
|  |        |       |           |                          |  |

| 4e journée                  | Steaua Bucarest             | 3 - 1   | Utrecht     | Stade Ghencea, Bucarest |  |
| 4 novembre 2010 21h05 (CET) | Gardoș 29e · Stancu 52e 53e | (1 - 1) | Mertens 33e |                         |  |

|  | Liverpool                  | 3 - 1   | Naples      | Anfield, Liverpool |  |
|  | Gerrard 75e 88e (pen.) 89e | (0 - 1) | Lavezzi 28e |                    |  |

| 5e journée                  | Utrecht                                     | 3 - 3   | Naples                   | Stadion Galgenwaard, Utrecht |  |
| 2 décembre 2010 19h00 (CET) | van Wolfswinkel 6e 28e (pen.) · Demouge 35e | (3 - 2) | Cavani 5e 42e 70e (pen.) |                              |  |

|  | Steaua Bucarest | 1 - 1   | Liverpool     | Stade Ghencea, Bucarest |  |
|  | Bonfim 61e      | (0 - 1) | Jovanović 19e |                         |  |

| 6e journée                   | Naples       | 1 - 0   | Steaua Bucarest | Stadio San Paolo, Naples |  |
| 15 décembre 2010 21h05 (CET) | Cavani 90+3e | (0 - 0) |                 |                          |  |

|  | Liverpool | 0 - 0 | Utrecht | Anfield, Liverpool |  |
|  |           |       |         |                    |  |

## Groupe L
| Rang | Équipe       | Pts | J | G | N | P | Bp | Bc | Diff |  | Résultats (▼ dom., ► ext.) |     |     |     |     |
| ---- | ------------ | --- | - | - | - | - | -- | -- | ---- |  | -------------------------- | --- | --- | --- | --- |
| 1    | FC Porto     | 16  | 6 | 5 | 1 | 0 | 14 | 4  | +10  |  | FC Porto                   |     | 1-1 | 3-0 | 4-1 |
| 2    | Beşiktaş     | 13  | 6 | 4 | 1 | 1 | 9  | 6  | +3   |  | Beşiktaş                   | 1-3 |     | 2-0 | 1-0 |
| 3    | Rapid Vienne | 3   | 6 | 1 | 0 | 5 | 5  | 12 | -7   |  | Rapid Vienne               | 1-3 | 1-2 |     | 1-2 |
| 4    | CSKA Sofia   | 3   | 6 | 1 | 0 | 5 | 4  | 10 | -6   |  | CSKA Sofia                 | 0-1 | 1-2 | 0-2 |     |

| 1re journée                    | Beşiktaş  | 1 - 0   | CSKA Sofia | Stade BJK İnönü, Istanbul                        |                                                  |
| 16 septembre 2010 21h05 (CEST) | Ernst 90e | (0 - 0) |            | Spectateurs : 25 035 Arbitrage : Laurent Duhamel | Spectateurs : 25 035 Arbitrage : Laurent Duhamel |

|  | FC Porto                              | 3 - 0   | Rapid Vienne | Do Dragão, Porto                                  |                                                   |
|  | Rolando 26e · Falcao 65e · Micael 77e | (1 - 0) |              | Spectateurs : 30 014 Arbitrage : Douglas McDonald | Spectateurs : 30 014 Arbitrage : Douglas McDonald |

| 2e journée                     | Rapid Vienne | 1 - 2   | Beşiktaş               | Stade Ernst Happel, Vienne                        |                                                   |
| 30 septembre 2010 19h00 (CEST) | Kavlak 51e   | (0 - 0) | Hološko 55e · Bobô 64e | Spectateurs : 48 500 Arbitrage : Aleksei Kulbakov | Spectateurs : 48 500 Arbitrage : Aleksei Kulbakov |

|  | CSKA Sofia | 0 - 1   | FC Porto   | Stade national Vassil Levski, Sofia         |                                             |
|  |            | (0 - 1) | Falcao 16e | Spectateurs : 15 000 Arbitrage : Alon Yefet | Spectateurs : 15 000 Arbitrage : Alon Yefet |

| 3e journée                   | CSKA Sofia | 0 - 2   | Rapid Vienne                | Stade national Vassil Levski, Sofia |  |
| 21 octobre 2010 19h00 (CEST) |            | (0 - 2) | Vennegoor 28e · Hofmann 32e |                                     |  |

|  | Beşiktaş   | 1 - 3   | FC Porto                  | Stade BJK İnönü, Istanbul |  |
|  | Bobô 90+2e | (0 - 1) | Falcao 26e · Hulk 59e 78e |                           |  |

| 4e journée                  | Rapid Vienne      | 1 - 2   | CSKA Sofia                   | Stade Ernst Happel, Vienne |  |
| 4 novembre 2010 21h05 (CET) | Salihi 56e (pen.) | (0 - 0) | Yanchev 50e · Marquinhos 64e |                            |  |

|  | FC Porto          | 1 - 1   | Beşiktaş  | Do Dragão, Porto |  |
|  | Falcao 36e (pen.) | (1 - 0) | Nihat 62e |                  |  |

| 5e journée                  | CSKA Sofia   | 1 - 2   | Beşiktaş                    | Stade national Vassil Levski, Sofia |  |
| 2 décembre 2010 19h00 (CET) | Sheridan 79e | (0 - 0) | Zápotočný 59e · Hološko 64e |                                     |  |

|  | Rapid Vienne | 1 - 3   | FC Porto           | Stade Ernst Happel, Vienne |  |
|  | Trimmel 39e  | (1 - 1) | Falcao 42e 85e 88e |                            |  |

| 6e journée                   | Beşiktaş                 | 2 - 0   | Rapid Vienne | Stade BJK İnönü, Istanbul |  |
| 15 décembre 2010 21h05 (CET) | Quaresma 32e · Ernst 45e | (2 - 0) |              |                           |  |

|  | FC Porto                                          | 3 - 1   | CSKA Sofia | Do Dragão, Porto |  |
|  | Otamendi 22e · Micael 54e · James Rodríguez 90+3e | (1 - 0) | Delev 48e  |                  |  |